# Poteranthera pusilla
Poteranthera pusilla är en tvåhjärtbladig växtart som beskrevs av August Gustav Heinrich von Bongard. Poteranthera pusilla ingår i släktet Poteranthera och familjen Melastomataceae. Inga underarter finns listade i Catalogue of Life.